# Liriomyza hampsteadensis
Liriomyza hampsteadensis este o specie de muște din genul Liriomyza, familia Agromyzidae, descrisă de Spencer în anul 1971. Conform Catalogue of Life specia Liriomyza hampsteadensis nu are subspecii cunoscute.